# Padroso (Montalegre)
Padroso ist ein Ort und eine ehemalige Gemeinde (Freguesia) im portugiesischen Kreis Montalegre. Die Gemeinde hatte 106 Einwohner (Stand 30. Juni 2011).
Am 29. September 2013 wurden die Gemeinden Padroso und Montalegre zur neuen Gemeinde União das Freguesias de Montalegre e Padroso zusammengeschlossen.